# 魔性の群像
『魔性の群像』（ましょうのぐんぞう）は、森村誠一による日本の短編小説集。
2013年より、TBSでテレビドラマ化されている。

## 書籍情報
- 単行本：徳間書店、1999年2月発売、ISBN 978-4-19-860974-0
- 新書：トクマ・ノベルズ、2005年11月18日発売、ISBN 978-4-19-850687-2
- 文庫：徳間文庫、2008年6月6日発売、ISBN 978-4-19-892805-6
- 文庫：祥伝社文庫、2013年3月13日発売、ISBN 978-4-39-633822-0

## 収録作品
- 隣魔
- 食魔
- ノロ魔
- 電話魔
- 猫魔
- 社魔
- 痴魔
- 煙魔
- 車魔
- 音魔

## テレビドラマ
『魔性の群像 刑事・森崎慎平』（ましょうのぐんぞう けいじ・もりさきしんぺい）は、2013年から2019年までTBSテレビ系で放送されたシリーズ。全5回。主演は小泉孝太郎。
放送枠は「月曜ゴールデン」（第1作 - 第3作）、「月曜名作劇場」（第4作・第5作）。

### キャスト

#### 警視庁捜査一課三係
森崎慎平
演 - 小泉孝太郎（中学生：永澤優斗〈第1作〉）
刑事。階級は警部補。娘の奈緒と義父母の公介と八重の4人暮らし。
死んだ父の遺言は「決して諦めるな」。
推理するときは事件に関するキーワードを書いた大量の付箋を壁に貼り付けることが多い。
雨宮圭
演 - 和田正人（第3作・第5作）
刑事。森崎とコンビを組む。
仙道綾
演 - 前田亜季（第4作 - ）
クールな女性刑事。
小山内直樹
演 - 石井正則（第4作 - ）
刑事。花園の相棒。
花園栄治
演 - 阿部亮平（第4作 - ）
刑事。小山内の相棒。
黛透子
演 - 柴田理恵（第4作 - ）
新任係長。森崎たちの上司。元夫の佐野義彦との間に遙という娘がおり、親権は佐野が持っている。

#### 元三係のメンバー
中谷聖子
演 - 大河内奈々子（第1作 - 第3作）
刑事。森崎慎平の同期。
後藤琢人
演 - 加藤頼（第1作 - 第4作）
経歴：警視庁捜査一課（第1作 - 第3作）
→ 警視庁青梅北警察署（第4作）
横尾隆二
演 - 蔵本康文（第1作 - 第3作）
刑事。
石井康太
演 - 森尻斗南（第1作 - 第3作）
刑事。
海老沢忠良
演 - 堀内正美（第1作 - 第4作）
経歴：警視庁捜査一課 係長（第1作 - 第3作）
→ 警視庁捜査一課 管理官（第4作）

#### 警察関係者
田畑篤美
演 - 森尾舞（第1作・第2作）
鑑識係。
藤倉七海
演 - 藤村聖子（第4作）
鑑識係。

#### 森崎の家族
朝比奈八重
演 - 片山万由美（第1作 - 第4作）
公介の妻。玲子の母。
森崎奈緒
演 - 小西結子（第1作・第2作）、松本来夢（第3作 - ）（幼少期：須田理央〈第1作・第2作〉）
慎平と玲子の娘。法明大学付属小学校の児童（第5作）。
森崎玲子
演 - 米澤史織（第1作 - 第3作）
慎平の妻。通り魔にナイフで刺されて死亡。旧姓は朝比奈。
朝比奈公介
演 - 加藤剛（第1作 - 第4作）
玲子の父。元最高検察庁 検察官。ジャーナリスト。「被害者を支える社会」の作者（第1作）。

#### その他
通り魔
演 - 永井裕久（第1作・第2作）
森崎玲子を刺殺した犯人。
松島杏
演 - 安達祐実（第2作・第3作）
週刊タイムズ編集部の記者。森崎慎平とは第2作で初対面。

#### ゲスト
第1作「妻を亡くした熱血刑事を襲う謎！恩師の変死体は事故？殺人？疑いは親友へ…心に潜む魔性とは!?」（2013年）
- 宮市純子（定食屋「みやいち」店主） - 長山藍子
- 前原久夫（森崎慎平の親友・会社部長） - 田中壮太郎（中学生：澤田征士郎）
- 本木雄一（森崎慎平の中学の恩師） - 小笠原良知
- 渡部（蒲田東警察署 刑事） - ぶっちゃあ
- 前原奈美子（前原の妻） - 荒木真有美
- 鷲尾（板橋南警察署 警部） - 島英臣
- 校長 - 中寛三
- 淺川（会社社長） - 伊東達広
- 黒田義之（本木の教え子） - 田中美央
- 氷川（本木の教え子） - 志村史人
- 佐々木（本木の教え子） - 伊藤優介
- 本木の教え子 - 安藤みどり
- 前原の会社の社員 - 中村高華
- 麻美（定食屋「みやいち」店員） - 保亜美
- 前原の会社の社長秘書 - 高澤歩美
- 「うぐいすピアノ教室発表会」会場のスタッフ - 宮川崇
- 「クリスタル・ローン」社員 - 浅川陽子
- 前原俊雄（前原の父・25年前 一酸化炭素中毒で死亡） - 松林栄一
- 富田耕次（練馬郵便局強盗傷害犯） - 岡安旅人

第2作「妻を失った熱血刑事を襲う謎！父の目前で奪われた娘の命…連鎖殺人は過去の因縁の序章…心に潜む魔性」（2014年）
- 西田浩二（フリージャーナリスト・本名「佐久間浩」） - 山口翔悟
- 内藤宗孝（節子の父・検事） - 加藤佳男
- 南裕司（神南警察署 刑事） - 松﨑建ん語
- 内藤節子（花屋「BIANCO」店員・森崎慎平の顔馴染み） - 安藤聡海
- 内藤泰子（節子の母） - 坪井木の実
- 内藤優子（節子の妹） - 川本まゆ
- 刑事 - 夏原諒
- 檜山瑞希（クラブのママ） - 小澤英恵
- 丸山昭江（スナックのママ〈瑞希の向かいの店〉） - 来路史圃
- 佐久間国重（財務省職員） - 川口啓史
- 冒頭のタクシー客 - 神山寛、阿部百合子
- 二川圭太（節子のストーカー） - 今大輔
- 田尾一平（バスの乗客でスリの目撃者） - 宮本昌輝
- 真奈美（花屋「BIANCO」店長） - 由夏
- 野村（冒頭の強盗犯） - 三橋潔
- 佐伯京香（クラブのホステス） - 野上綾花
- キャバ嬢 - 佐藤雅美
- 東京都立中央病院 看護師 - 小林亜美
- 大和田信三（財務事務次官） - 中野誠也

第3作「愛妻を殺された刑事の執念！60km移動した変死体 満員のエレベーターで消えた容疑者か!? 全ての謎は瞬間移動!?」（2015年）
- 本原加奈子（本原の妻） - 川原亜矢子
- 早瀬文吾（捜査一課管理官・森崎慎平の警察学校の同期） - 岡田義徳
- 本原寛之 - 加藤虎ノ介
- 五十嵐裕子（みどりの娘・蓮介の友達） - 青山美郷
- 設楽恭雄（早瀬の部下） - 日向丈
- 猪狩（刑事・早瀬の部下） - 齋藤隆介
- 本原蓮介（本原と加奈子の息子・2年前事故死） - 佐藤涼平
- 高橋敏和（偽名「片桐聡」・ゴルフ場アルバイト・村山開発ホールディングス 元社員） - 千賀功嗣
- 梶（村山開発ホールディングス 人事課 社員） - 塩山誠司
- 村山開発ホールディングス 受付嬢 - 有馬理恵
- 間所宗一（文部科学事務次官） - 河野正明
- アパート管理人 - 荘司肇
- 家永（新報出版社 編集長） - 河内浩
- デパート警備員 - 斉藤淳
- デパート受付嬢 - 山本祐梨子
- 逃走犯 - 岡安旅人
- ゴルフ場従業員 - 木村江里子
- 影の人物 - 島英臣
- 五十嵐みどり（ジャーナリスト） - 田中美奈子
- 村山猛（村山開発ホールディングス 社長） - 加藤茶

第4作「過去の悲劇が引き起こした連続殺人…謎を解くカギは3人の子供の友情！？」（2017年）
- 須永弥生（東京都議会議員） - 国生さゆり（少女期：新木優海）
- 興津明日香（弥生の秘書） - 紺野まひる（幼少期：加藤あゆ香）
- 芳賀寛人（ボランティア団体スタッフ・作業療法士） - 須田邦裕（幼少期：松田北斗）
- 吉村潔（北上村の住民・わさび農家） - 遠山俊也
- 本松大輔（ボランティア団体「ピースハーツ」代表・「新育会」代表取締役専務） - 城咲仁
- 田所義男（不動産会社社長・「新育会」代表取締役社長） - 阪田マサノブ
- 草加部利行（草加部建設 社長） - 大西武志
- 南雲タキ（冒頭の老婆） - 中村たつ
- 八木直弘（元小学校校長） - 小倉一郎
- 川辺智美（ボランティア団体「ピースハーツ」事務員） - 佐藤礼菜
- 吉見達彦（青梅北警察署 刑事・後藤琢人の同僚） - 加治将樹
- 立石誠（記者） - 関口晴雄
- 三枝浩次（動画アップマニア） - 草野イニ
- 飯田雅仁（19年前に傷害致死事件を起こした指名手配犯） - 田中美央
- 高尾典子（北上村の住民） - 山下裕子
- 的場茂美（北上村役場職員） - 佐藤あかり
- 笹岡道隆（妙子の息子・半年前事故死） - 森山栄治
- 関根吾郎 - 佐藤まんごろう
- 岡部和代（養護施設園長） - 青山眉子
- 作業員 - 八頭司悠友
- バイク吹き替え - 一三
- 笹岡妙子（「新育会」取締役・北上村の住民） - 岩崎加根子

第5作「殺人現場に残された黒い組紐に込められたメッセージとは？謎を解くカギは7年前に事件が起きた山荘に！？」（2019年）
- 池澤桐子（ジャーナリスト） - 白羽ゆり
- 大月昭雄（珈琲館「樹里」店主） - 森下能幸
- 佐野歩美（佐野の後妻・遥の義母・旧姓「河村」） - 小野真弓
- 池田久光（小料理「あざみ」板前・繁の元弟子） - 小松和重
- 原田早紀（スナック「ワンズワード」ホステス） - 横田美紀
- 真島正義（息子の復讐に燃える父） - 小橋建太
- 警官 - 田中美央
- 佐野遥（黛透子の娘・女子高生） - 赤崎月香
- 佐野義彦（黛透子の元夫・遥の父） - 加藤佳男
- 関谷（空缶を捨てた男） - 草野イニ
- 沢村（警視庁捜査一課四係 刑事） - 小泉将臣
- 早野（警視庁捜査一課四係 刑事） - 仙名翔一
- 金丸さつき（金丸の娘・中学生） - 和田紗也加
- 珈琲館「樹里」店員 - 市川咲
- 三宅繁（組みひも職人・麻里子の父・6年前死亡） - 直井忠道
- 金丸病院 看護師 - 平野愛実
- 田中敦子（スナック「ワンズワード」ホステス） - 千広真弓
- 真島和輝（真島の息子） - 真田和輝（ノンクレジット）
- 金丸浩司（金丸病院 内科医） - 佐戸井けん太
- 三宅静江（小料理「あざみ」女将・繁の妻・麻里子の母） - 土田早苗
- 塚田功（東京地方検察庁城北支部 検察官・7年前の殺人被害者） - 宇梶剛士
- 三宅麻里子（スナック「ワンズワード」ママ・元講新社のライター） - 財前直見

### スタッフ
- 原作 - 森村誠一「魔性の群像」（徳間文庫）
- 脚本 - 石原武龍、宮崎健
- 監督 - 中野昌宏
- プロデューサー - 古賀伸雄（第1作 - 第3作）、宮崎健（第4作 - ）
- 編成担当 - 藤岡繁樹（第1作）、永山由紀子（第3作）、池田尚弘（第4作）、渡瀬暁彦（第5作）
- 技斗 - 深作覚
- 技術協力 - ジースタッフ
- 照明協力 - Kカンパニー
- 美術協力 - 山崎美術、日映装飾美術
- 技術・制作協力 - ビデオフォーカス
- 製作 - 俳優座、TBS

### 放送日程
| 話数 | 放送日         | サブタイトル                                                                                           | 脚本            | 監督     |
| ---- | -------------- | --- | --------------- | -------- |
| 1    | 2013年07月01日 | 妻を亡くした熱血刑事を襲う謎！恩師の変死体は事故？殺人？ 疑いは親友へ…心に潜む魔性とは!?               | 石原武龍 宮崎健 | 中野昌宏 |
| 2    | 2014年06月30日 | 妻を失った熱血刑事を襲う謎！父の目前で奪われた娘の命… 連鎖殺人は過去の因縁の序章…心に潜む魔性          | 石原武龍 宮崎健 | 中野昌宏 |
| 3    | 2015年11月09日 | 愛妻を殺された刑事の執念！60km移動した変死体 満員のエレベーターで消えた容疑者か!? 全ての謎は瞬間移動!? | 石原武龍 宮崎健 | 中野昌宏 |
| 4    | 2017年03月13日 | 過去の悲劇が引き起こした連続殺人…謎を解くカギは3人の子供の友情！？                                     | 石原武龍 宮崎健 | 中野昌宏 |
| 5    | 2019年01月28日 | 殺人現場に残された黒い組紐に込められたメッセージとは？ 謎を解くカギは7年前に事件が起きた山荘に！？     | 石原武龍        | 中野昌宏 |